# Karby (Dania)
Karby – wieś w Danii, w regionie Jutlandia Północna, w gminie Morsø, na wyspie Mors.